# The Sunny Side of the Moon: The Best of Richard Cheese
The Sunny Side of the Moon: The Best of Richard Cheese è una compilation dei Richard Cheese and the Lounge Against the Machine edita nel 2006 da Surfdog Ada Records composta di cover di altri gruppi musicali.
Il titolo è un'allusione all'album dei Pink Floyd The Dark Side of the Moon.

## Tracce
1. Rape Me - 1:55 (Nirvana)
2. People = Shit - 2:03 (Slipknot)
3. Baby Got Back - 2:46 (Sir Mix-a-Lot)
4. Girls, Girls, Girls - 2:00 (Mötley Crüe)
5. Closer - 2:20 (Nine Inch Nails)
6. Bust a Move - 1:56 (Young MC)
7. Down with the Sickness - 2:10 (Disturbed)
8. Sunday Bloody Sunday - 1:37 (U2)
9. Freak on a Leash - 1:27 (Korn)
10. Nookie - 1:46 (Limp Bizkit)
11. Another Brick in the Wall, Pt. 2 - 2:13 (Pink Floyd)
12. Rock the Casbah - 1:22 (The Clash)
13. Fight for Your Right - 2:06 (Beastie Boys)
14. Hot for Teacher - 2:38 (Van Halen)
15. Gin and Juice - 2:24 (Snoop Dogg)
16. Come Out and Play - 2:40 (The Offspring)
17. Badd - 3:15 (Ying Yang Twins)
18. Creep - 2:33 (Radiohead)

## Formazione[2]
- Richard Cheese - voce
- Charles Byler - batteria
- David Adler - piano
- Mark Jonathan Davis - voce
- Bill Esparza - sassofono
- Eric Jorgensen - trombone
- Bobby Ricotta - piano
- Jimmy Vivino - chitarra
- Larry E. Williams - tromba
- Louis Allen: basso